# Allan Pettersson
Gustaf Allan Pettersson (* 19. September 1911 in der Församling Västra Ryd, Gemeinde Upplands-Bro, Schweden; † 20. Juni 1980 in Stockholm) war ein schwedischer Komponist und Bratschist.

## Leben
Pettersson wuchs unter bedrückenden sozialen und familiären Verhältnissen in einem Armenviertel von Stockholm auf. Von den Einnahmen, die er als Jugendlicher mit dem Verkauf von Weihnachtsgrußkarten verdiente, kaufte er sich eine Violine und brachte sich das Spielen selbst bei.
Nach mehreren erfolglosen Bewerbungen wurde er 1930 als Student am Königlichen Musikkonservatorium Stockholm zugelassen. Das Studium in den Fächern Violine, Viola, Harmonielehre und Kontrapunkt schloss er 1938 ab. In die Studienzeit fielen seine ersten Kompositionsversuche. Am Studienende wurde Pettersson mit einem Stipendium für einen Auslandsstudienaufenthalt ausgezeichnet, den er im folgenden Jahr antrat, um bei Maurice Vieux in Paris Viola zu studieren.
1939 hatte er sich auch erfolgreich auf die Stelle eines Orchesterbratschers beim Orchester der Stockholmer Philharmonischen Gesellschaft (den späteren Königlich Stockholmer Philharmonikern) beworben, das ihn für seinen Parisaufenthalt beurlaubte. In den 1940er Jahren nahm Pettersson neben seinem Beruf als Orchestermusiker privaten Kompositionsunterricht bei Karl-Birger Blomdahl. Eines seiner Werke, das 1. Violinkonzert, wurde erstmals 1950 öffentlich aufgeführt.
1951/1952 ging er ein zweites Mal nach Paris, um dort Komposition zu studieren. Dort belegte er Seminare und Unterricht bei Arthur Honegger, Darius Milhaud und Olivier Messiaen, schließlich nahm er privat Unterricht bei René Leibowitz, der als einer der wichtigsten Lehrer für die Zwölftonmusik gilt. Ungeachtet dieser Ausbildung führte sein persönlicher Stil an der kompositorischen Avantgarde der damaligen Zeit vorbei.
Ende 1952 quittierte Pettersson seinen Orchesterposten und widmete sich von nun an ganz dem Komponieren.
1953 wurde bei ihm eine rheumatische Polyarthritis diagnostiziert, die seine physische Bewegungsfähigkeit nach und nach zerstören sollte. Dennoch komponierte er bis an sein Lebensende weiter, und seine Musik gewann langsam vermehrt öffentliche Aufmerksamkeit. Der Durchbruch kam mit der Uraufführung der 7. Sinfonie am 13. Oktober 1968 durch die Königlich Stockholmer Philharmoniker unter Antal Doráti.
Die bedeutende Geigerin Ida Haendel inspirierte ihn zu seinem 2. Violinkonzert, das er ihr widmete und das sie 1989 erstmals in Deutschland aufführte.

## Petterssons Musik
Obwohl Pettersson sich erst nach dem Zweiten Weltkrieg an ambitionierten Kompositionen versuchte, ist seine Musik von den gleichzeitig sich formierenden musikalischen Avantgardebewegungen vollständig und selbst von der Vorkriegsmoderne weitgehend unberührt. Frühe Werke wie etwa die Barfußlieder auf eigene Texte sind in der Form knapp und dezent gehalten. Das erste umfangreiche Werk ist das Konzert für Violine und Streichquartett (1949), das in der Klangsprache Parallelen zur Musik von Béla Bartók aufweist. Während seines Aufenthaltes in Paris entstand ein Zyklus von sehr experimentell geschriebenen 7 Sonaten für 2 Violinen. Seine erste und letzte Sinfonie blieben Fragmente. Das Fragment der ersten Sinfonie wurde 2012 erstmals in eine spielbare Fassung übertragen und von Christian Lindberg uraufgeführt, hingegen ist die 17. Sinfonie als Fragment schon in den 90er Jahren von Peter Gülke aufgeführt worden. Die vorhandenen Fragmente der 17. Sinfonie wurden von dem deutschen Komponisten Peter Ruzicka in dessen Orchesterwerk „... das Gesegnete, das Verfluchte“ verarbeitet.
Durch sein kompositorisches Einfühlungsvermögen entwickelte Pettersson auf der Basis der Tonalität eine ganz eigene musikalische Sprache. Er wendete die Tonalität neu an. Vor allem ostinate Formen und großbögige Melodik bestimmen die Struktur seiner Sinfonien und nicht die noch im 19. Jahrhundert ausgeprägte Behandlung von Tonarten durch Kadenzierung. Er entwickelte die sinfonische Form durch Einschübe – lyrischen Inseln –, Abbrüche und vor allem durch Motivverzahnungen weiter. „Niemand nahm in den 1950er Jahren zur Kenntnis, dass ich ständig die [alten] musikalischen Formen aufbrach, dass ich [damit] eine gänzlich neue sinfonische Form schuf“ --- „No one in the 50‘s noticed, that I am always breaking up the structures, that I was creating a whole new symphonic form.“ Obwohl Pettersson mit Ausnahme der 12. Sinfonie und der Kantate „Vox Humana“ im Spätwerk keine Vokalwerke schuf, nehmen viele der Sinfonien Bezug auf die biografisch zu deutenden Barfußlieder, die teilweise wörtlich zitiert werden und thematisches Material der Sinfonien bilden. Petterssons Sinfonien sind zumeist groß angelegte einsätzige Werke – die 9. Sinfonie besteht aus einem einzigen, 80-minütigen Klangstrom – die einen dunklen, oft über weite Strecken schroffen, jedoch auch von lyrisch-hymnischen Passagen durchlichteten Klang aufweisen.
Für Orchestermusiker bedeutet diese durchweg hochemotional geprägte Bekenntnismusik – denn Pettersson selbst hat sich nie als abstrakten Techniker, sondern auch in eigenen Äußerungen weniger als Komponist denn als rufende Stimme gesehen – in der Aufführung eine hohe Anspannung, zumal viele Höhepunkte der Sinfonien in mehreren anrollenden Wellen verlaufen, die die Extremlagen aller Instrumente und akustische Schärfungen zwischen den Gruppen voll ausnutzen. Hier sei als Beispiel der Höhepunkt der 7. Sinfonie genannt, in der Pettersson zwischen extrem hoch geführten Holzbläsern und Tuba/Kontrabässen einen leeren Abgrund auskomponiert.
Seine Sinfonien lassen sich in mehrere Gruppen gliedern:
- 1. bis 4. Sinfonie: Frühwerk, z. T. noch in mehreren Sätzen, kleingliedrig
- 5. bis 9. Sinfonie: Hauptwerk, zumeist einsätzig, großflächige Werke
- 10. und 11. Sinfonie: entstanden unter dem Eindruck der Krankheit, Verknappung der Form, Radikalisierung der musikalischen Sprache
- 12. bis 17. Sinfonie: mit Violakonzert und 2. Violinkonzert ein weit ausschwingendes Spätwerk mit wieder lyrischen Passagen – etwa der Canto in der 15. Sinfonie

## Werke
- 17 Sinfonien (1951–1980)
  - 1. Sinfonie (1951), unvollendet
  - 2. Sinfonie (1952–1953)
  - 3. Sinfonie (1954–1955)
  - 4. Sinfonie (1958–1959)
  - 5. Sinfonie (1960–1962)
  - 6. Sinfonie (1963–1966)
  - 7. Sinfonie (1966–1967), bringt 1968 die endgültige Anerkennung als Komponist
  - 8. Sinfonie (1968–1969)
  - 9. Sinfonie (1970)
  - 10. Sinfonie (1972)
  - 11. Sinfonie (1973)
  - 12. Sinfonie mit Chor (1973/1974), Text aus dem Canto General von Pablo Neruda
  - 13. Sinfonie (1976)
  - 14. Sinfonie (1978)
  - 15. Sinfonie (1978)
  - 16. Sinfonie mit Solo-Altsaxophon (1979)
  - 17. Sinfonie (1980), unvollendet
- Sinfonischer Satz (1973)
- 3 Solokonzerte
  - Konzert für Violine und Streichquartett (= 1. Violinkonzert (1949))
  - Konzert für Violine und Orchester (= 2. Violinkonzert) (1978, revidiert 1980)
  - Konzert für Viola und Orchester (1979), nachgelassenes Werk, unvollendet
- 3 Konzerte für Streichorchester (1950, 1956, 1957)
- Vox humana, Kantate für Soli (S/A/T/Bar), Chor und Streichorchester (1974), Texte verschiedener lateinamerikanischer Dichter
- Lieder und Kammermusik für verschiedene Besetzungen, darunter
  - 7 Sonaten für zwei Violinen (1951)
  - 6 Lieder (1935)
  - Barfotasånger (Barfußlieder) für Singstimme und Klavier, auf eigene Texte (1943–45)
  - Lamento für Klavier (1945)
  - Vier Improvisationen für Violine, Viola und Violoncello (1936)
  - Fuge E-Dur für Oboe, Klarinette und Fagott (1948)
  - Fantasie für Viola solo (1936)
  - Zwei Elegien für Violine und Klavier (1934)
  - Andante espressivo für Violine und Klavier (1938)
  - Romanze für Violine und Klavier (1942)

## Diskografie
Eine vollständige Edition der Sinfonien ist unmöglich, da die 1. und 17. Sinfonie nur als Fragment vorliegen. 2011 ist jedoch eine orchestrale Umsetzung des Fragment-Konvoluts der 1. Sinfonie auf CD (Dirigent Christian Lindberg) erschienen. Die Plattenfirma cpo hat die Sinfonien 2–16, beide Violinkonzerte, die Streicherkonzerte, einige Kammermusikwerke und Lieder auf CD veröffentlicht, beim schwedischen Label BIS sind mehrere Sinfonien und die Sonaten für zwei Violinen erschienen.
Erstaufnahmen der Sinfonien erschienen u. a. bei der Deutschen Grammophon, Caprice und Phono Suecia, nur ein Teil dieser Einspielungen ist jedoch mittlerweile auf CD erhältlich. Eine umfassende Diskographie findet sich im AP-Jahrbuch 2002 und auf der Internetseite der Internationalen Allan-Pettersson Gesellschaft.